# Alomya cheni
Alomya cheni là một loài tò vò trong họ Ichneumonidae.